# Alexander Graham Bell

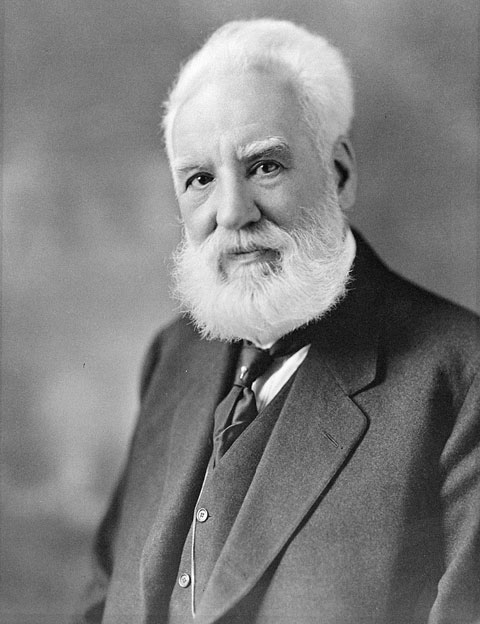
Alexander Graham Bell
(Foto, ca. 1914–1919)

Alexander Graham Bell (* 3. März 1847 in Edinburgh, Schottland; † 2. August 1922 in Baddeck, Kanada) war ein britischer, später US-amerikanischer Audiologe, Erfinder, Großunternehmer und Befürworter der Eugenik. Es gelang ihm 1876, aufbauend auf Ideen seiner Vorgänger, das Telefon zur Marktreife zu entwickeln und ein flächendeckendes Telefonnetz in Nordamerika aufzubauen, das von seinem Unternehmen American Telephone and Telegraph Company monopolartig beherrscht wurde.

## Leben und Werk

### Bell als Sprachtherapeut und Gehörlosenlehrer

Alexander Graham Bell (oben rechts) mit Lehrern und Schülern der Pemberton Avenue School for the Deaf, einer Gehörlosenschule in Boston

Bereits Bells Großvater Alexander und sein Vater Alexander Melville Bell beschäftigten sich mit Sprechtechnik, wobei Letzterer als Professor der Rede- und Vortragskunst das erste universale phonetische Schriftsystem bzw. eine Lautschrift oder phonetisches Alphabet entwickelte, das er Visible Speech nannte, weil damit die Laute abgebildet würden.
Bells Mutter Eliza Symonds Bell war stark schwerhörig, Bell konnte sich jedoch mit ihr mit besonders tiefer Stimme unterhalten. Außerdem konnte sie die Schwingungen seiner Klaviermusik spüren. Das sowie die familiär vorgeprägte berufliche Laufbahn machten Bell später zu einem der engagiertesten Befürworter des lautsprachlich orientierten Erziehungsprinzips für Gehörlose im Gegensatz zu gebärdensprachlich orientierten Methoden.
Alexander, der aus Bewunderung für einen Freund der Familie noch als Kind den zweiten Vornamen „Graham“ annahm, wurde wie seine beiden Brüder zunächst von der Mutter unterrichtet. Ab dem 10. Lebensjahr besuchte er eine Privatschule in Edinburgh und ab dem 14. Lebensjahr eine Schule in London. Er studierte in Edinburgh Latein und Griechisch.
Mit 17 Jahren wurde er Lehrer an der Weston House Academy für Sprechtechnik und Musik in Elgin, Schottland. Während dieser Zeit begann er mit ersten selbstständigen Forschungsarbeiten auf dem Gebiet der Akustik. Dabei lernte er auch den deutschen Physiker und Physiologen Hermann von Helmholtz kennen, der mit seinem 1863 erschienenen Werk „Lehre von den Tonempfindungen als physiologische Grundlage für die Theorie der Musik“ den jungen Bell wesentlich beeinflusste.
Schließlich folgte er seinem Vater nach London, wo dieser am University College als Dozent für Sprechtechnik tätig war und seinen Sohn als Assistenten einstellte. Bell studierte bis 1870 Anatomie und Physiologie der menschlichen Stimme. 1868 gab er an Susanna Hulls Schule in London Sprechunterricht für gehörlose Kinder.

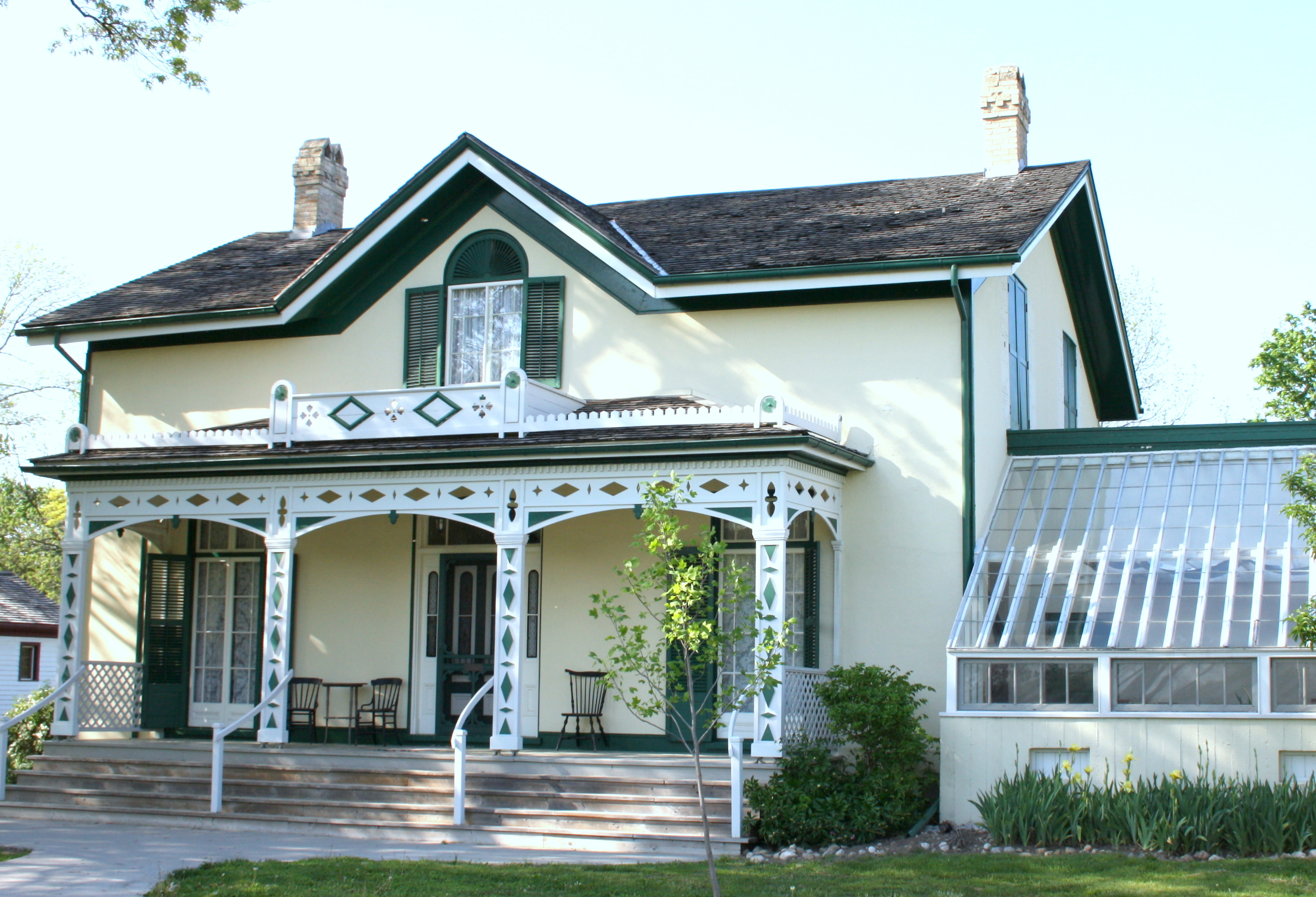
Die Melville Farm in Brantford, erster Wohnsitz Bells auf dem amerikanischen Kontinent

Nachdem Alexanders Brüder Edward (1868) und Melville (1870) beide an Tuberkulose gestorben waren, siedelten Alexander und seine Eltern 1870 wegen des besseren Klimas nach Kanada über, wo der Vater Dozent für Philologie am Queen’s College, Kingston, Ontario wurde.
1871 ging er als Gehörlosenlehrer an die in Northampton (Massachusetts) eingerichtete spätere „Clarke School“. Ein Luftballon, den sich jedes dieser Kinder ans Ohr hielt, konnte die Schwingungen in der Stimme aufnehmen. Bell blieb danach für den Rest seines Lebens Mitglied des Aufsichtsrats der Schule und wurde in den letzten fünf Lebensjahren auch dessen Vorsitzender. Zur gleichen Zeit unterrichtete er auch neben Edward Miner Gallaudet am American Asylum for the Deaf in Hartford (Connecticut).
Von 1873 bis 1877 war Bell Professor für Sprechtechnik und Physiologie der Stimme an der Universität Boston.
Im Jahr 1877 heiratete er die gehörlose Tochter Mabel seines Geschäftspartners Hubbard, die er als Gehörlosenlehrer (damals „Taubstummenlehrer“) an der Clarke-Schule kennengelernt hatte. Mit ihr hatte er zwei Töchter, Elsie May und Marian (Daisy) Bell, sowie die Söhne Edward und Robert, die beide im Kindesalter starben.
1890 war er Mitbegründer der American Association to Promote the Teaching of Speech to the Deaf (AAPTSD) (heute Alexander Graham Bell Association for the Deaf and Hard of Hearing), deren erster Präsident er wurde. 

### Bell und die Erfindung des Telefons
Die historisch nachhaltigste Wirkung erzielte Bell 1876 mit der Weiterentwicklung des Telefons zu einem gebrauchsfähigen System und dessen nachfolgender großindustrieller Vermarktung; die Bell Telephone Company, die sich später zum weltweit größten Telekommunikationskonzern AT&T entwickelte, erlangte dabei eine marktbeherrschende Stellung.
Um 1873 versuchte Bell, einen „harmonischen Telegraphen“ zu entwickeln, der durch Benutzung mehrerer isolierter musikalischer Tonlagen mehrere Nachrichten gleichzeitig senden können sollte, betrieb das jedoch mit wenig Engagement. 1874 führt Bell akustische Experimente zur Aufzeichnung von Schallwellen durch. Er konstruierte damit den „Phonautographen“, ein Gerät, das die Vibrationen des Schalls auf einem berußten Zylinder aufzeichnete.

#### Antonio Meucci
Bereits in den 1830er Jahren hatte der italienische Wissenschaftler und Erfinder Antonio Meucci die Entdeckung gemacht, dass Schall durch elektrische Schwingungen in Kupferdraht übertragen werden kann. Nach seiner Übersiedlung in die USA 1850 entwickelte er ein Telefon, mit dem er das Krankenzimmer seiner Ehefrau mit seiner Werkstatt verband. In den nächsten zehn Jahren vervollkommnete er seine Erfindung und präsentierte sie ab 1860 öffentlich. In der italienischsprachigen Presse wurde darüber berichtet, nicht aber in angelsächsischen Medien. 1871 beantragte Meucci für sein „Telettrofono“ schließlich ein Patent, das über zwei Jahre lang nicht erteilt wurde, so dass der Antrag erlosch. Später wurde verbreitet, Meucci hätte nicht die nötigen Mittel für die Patentgebühren gehabt. Diese Darstellung wird allerdings von Kritikern angezweifelt, da er in derselben Zeit (1872–1876) vier andere Patente, beispielsweise für ein Hygrometer erteilt bekam.
Meucci reichte seine Unterlagen und Geräte bei Edward B. Grant ein, dem Vizepräsidenten der American District Telegraph Co., um seine Erfindung an deren Telegraphenkabel testen zu lassen, wurde aber mehr als zwei Jahre lang hingehalten. In der Zwischenzeit nutzte Bell, der jetzt in den ehemaligen Werkstätten Meuccis bei der American District Telegraph Co. arbeitete, dessen Materialien und Unterlagen für die Weiterentwicklung seines Telefons. Als Meucci 1874 diese Gerätschaften und Unterlagen von Grant zurückforderte, wurde ihm mitgeteilt, man habe sie verloren. Meucci, der des Englischen nicht mächtig war, beauftragte einen Anwalt, gegen Bell vorzugehen, was allerdings nie geschah. Trotz jahrzehntelanger Streitigkeiten gelang es Antonio Meucci nicht, das Patent oder wenigstens eine finanzielle Entschädigung von Bell zu erhalten. Er starb als verarmter Mann. Am 11. Juni 2002 würdigte das Repräsentantenhaus der Vereinigten Staaten in einer Resolution Antonio Meuccis Leistungen und seinen Beitrag zur Erfindung des Telefons.

#### Philipp Reis
Von 1858 bis 1863 hatte Philipp Reis ebenfalls ein funktionierendes Gerät zur Übertragung von Tönen über elektrische Leitungen entwickelt und seiner Erfindung den Namen „Telephon“ gegeben. Am 26. Oktober 1861 führte er den Fernsprecher zahlreichen Mitgliedern des Physikalischen Vereins in Frankfurt vor. Reis nahm den Morse-Telegraphen als Vorbild, der mit Unterbrechung des Stromkreislaufs arbeitet. Damit konnte er Musiknoten an einen Empfänger schicken; für Sprache war das Gerät (noch) nicht geeignet. Danach verbesserte Reis den Apparat bis 1863 wesentlich und verkaufte ihn in größerer Stückzahl als wissenschaftliches Demonstrationsobjekt. So kamen auch Exemplare ins Ausland.
Bell lernte ein frühes Modell des Reis’schen Telefonapparates bereits 1862 in Edinburgh kennen. Sein Vater versprach ihm und seinen Brüdern einen Preis, wenn sie diese Sprechmaschine weiterentwickeln würden. 1865 konnte der britisch-amerikanische Erfinder David Edward Hughes in England gute Resultate mit dem deutschen „Telephon“ erzielen. Ab 1868 wurde in den USA mit der deutschen Erfindung gearbeitet. Als Bell im März 1875 an der amerikanischen Forschungs- und Bildungseinrichtung Smithsonian Institution mit dem Reis’schen Telefonapparat experimentierte, war die Erfindung in Fachkreisen bereits gut bekannt und Reis seit über einem Jahr verstorben. Bell konnte aber von der für ihn wichtigen Grundlagenforschung des Deutschen profitieren.

#### Patentstreit mit Gray
Der Direktor der „Clarke School for the Deaf“, der prominente Bostoner Rechtsanwalt Gardiner Greene Hubbard, und der wohlhabende Geschäftsmann Thomas Sanders aus Salem erfuhren von Bells Experimenten und bewogen ihn, die Entwicklung des „Harmonischen Telegraphen“ voranzutreiben. Die drei unterzeichneten eine Vereinbarung, nach der Bell finanzielle Unterstützung erhielt im Gegenzug für eine spätere Beteiligung von Hubbard und Sanders an den Erträgen. Hubbards gehörlose Tochter Mabel wurde als Druckmittel eingesetzt: Bell durfte sie erst heiraten, nachdem er seine Erfindung fertiggestellt hatte, zwei Tage nach Gründung der Bell Telephone Company.

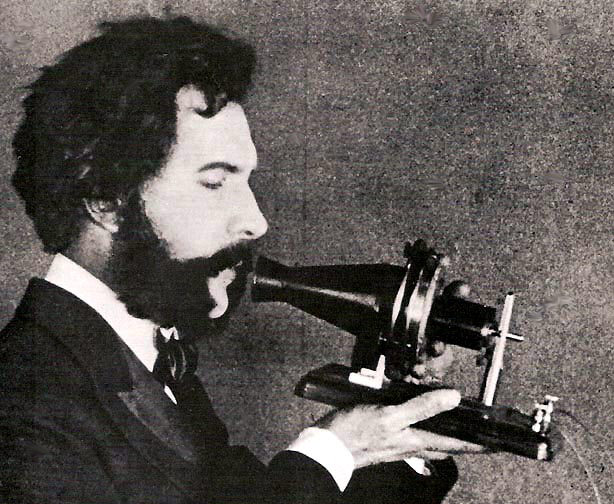
Bell (dargestellt von einem Schauspieler) spricht in ein Telefon

Obwohl Bell bei seinen Versuchen zufällig entdeckt haben soll, dass statt der erwarteten Telegraphenimpulse auch Tonfolgen übertragen werden konnten, gelang es ihm nicht, diese Entdeckung zu wiederholen. Gleichwohl meinte er, das Prinzip für die Übertragung von Tönen für einen Patentantrag beschreiben zu können. Zugute kam ihm dabei, dass das Patentamt einige Jahre zuvor die Anforderung hatte fallen lassen, mit dem Patentantrag ein funktionierendes Modell einzureichen. Am 14. Februar 1876 reichte Gardiner Greene Hubbard als Bells Anwalt den Patentantrag ein, nur zwei Stunden bevor der Lehrer, Erfinder und Unternehmer Elisha Gray das Gleiche tun konnte. Der wesentliche Unterschied zwischen beiden Fernsprechern war, dass Grays Erfindung im Gegensatz zu der von Bell funktionierte. Während Bell in seinem Antrag sehr vage blieb, beschrieb Gray sein Telefon bis in die Einzelheiten. Bells Eile war nicht unbegründet, wusste er doch von mehreren Erfindern, die auch an Telefonen arbeiteten.
Der von Hubbard eingereichte Antrag löste den größten Patentstreit der Geschichte aus. Bell verwendete bei der späteren praktischen Ausführung seines Telefons u. a. einen regelbaren Widerstand in Form eines Drahts, der in eine Schwefelsäurelösung getaucht war. Dieser Widerstand war in seiner Patentschrift nicht aufgeführt und Bell soll ihn nie zuvor erprobt haben. Elisha Grays Antrag hingegen enthielt einen solchen Widerstand. Besonders, nachdem Bells Patent am 7. März 1876 erteilt worden war, wurden die Stimmen lauter, die eine illegale Verbindung zwischen Bell und dem Patentamt sahen. Ein Beamter beschuldigte sich selbst der Bestechung, doch wurde seine wankelmütige Aussage in der internationalen Fachpresse bezweifelt.

#### Weiterentwicklung
Das von Bells sachkundigem Mechaniker Thomas A. Watson gebaute erste funktionierende Telefon sah den Berichten zufolge merkwürdig aus. Die im Patentstreit umstrittene säuregefüllte Metalldose war mit einer Scheibe bedeckt, die einen Draht hielt, der in die Säure getaucht war. Außen an der Metalldose befand sich ein anderer Draht, der zum Empfängertelefon führt. Das Hineinbrüllen in einen senkrecht darüber angeordneten Trichter brachte Scheibe und Draht zum Schwingen. Durch diese Schwingungen veränderten sich der Abstand und damit auch der Stromfluss durch Draht und Säure zum Empfängertelefon. Dort wurden die Schwankungen des Stromes wieder in gleichartige Membranvibrationen umgesetzt, die dann Töne produzierten. Am 10. März 1876 soll der erste deutlich verständliche Satz übertragen worden sein: „Mr. Watson, come here. I want to see you.“ (Watson, kommen Sie her, ich will Sie sehen). Bell soll sich aus Versehen Säure über die Kleidung geschüttet und nach Watson gerufen haben.
Dieses Telefon war nicht sonderlich gebrauchstauglich, doch Bell verbesserte es, da er im Gegensatz zu der Reis’schen Schallübertragungsmethode, die auf der Schwingung einer Membran beruhte, nun die elektromagnetische Induktion benutzte, welche der englische Physiker und Chemiker Michael Faraday entdeckt hatte. Bell verwendete jetzt sowohl für den Lautsprecher als auch für das Mikrofon elektromagnetische Spulen, Dauermagnete und den bereits erwähnten Widerstand. 1877 wurde dann ein neuartiger Schallwandler verbaut, der den druckabhängigen Übergangswiderstand zwischen der Membran und einem Kohlegranulat zur Signalgewinnung nutzte. Als Erfinder dieses Kohlemikrofons, das auf dem von Philipp Reis erfundenen Kontaktmikrofon aufbaut, gelten sowohl der britisch-amerikanische Konstrukteur und Erfinder David Edward Hughes, der 1865 mit einem importierten Telefon des Deutschen experimentiert hatte, als auch der deutsch-amerikanische Erfinder Emil Berliner 1877 während seiner Tätigkeit bei den Bell Labs. Dennoch dauerte es noch bis 1881, bis das Bell-Telefon praktisch einsatzfähig war.

### Bell als Unternehmer

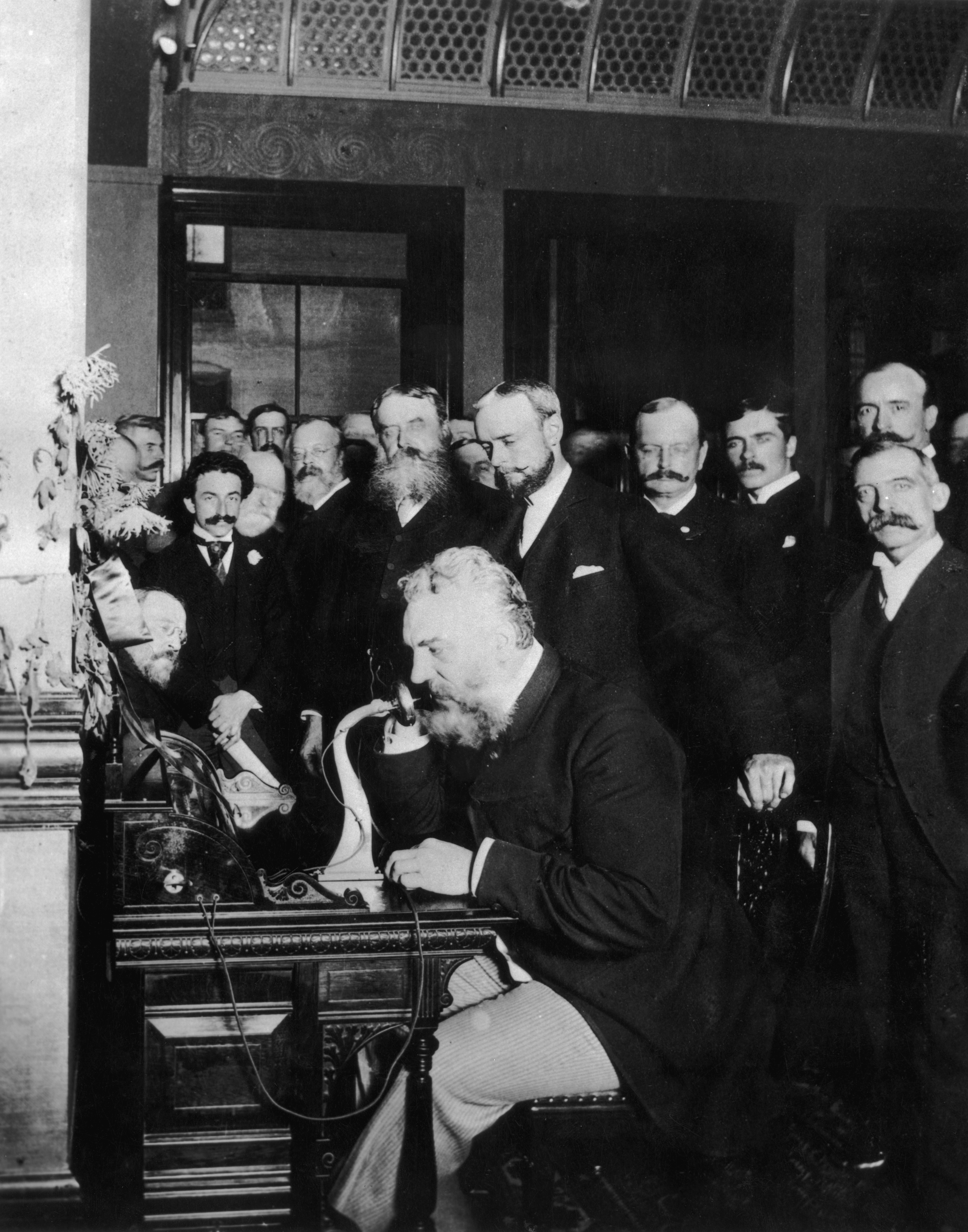
Bell führt 1892 das erste Ferngespräch von New York nach Chicago

Im Juli 1877 gründete Bell zusammen mit Thomas Sanders und Gardiner Greene Hubbard unter Beteiligung seines Assistenten Thomas Watson die Bell Telephone Company. Nicht ganz überraschend war der Bedarf an Telefonapparaten zunächst gering und Bell und seine Partner hatten so große Absatzschwierigkeiten, dass sie schließlich ihre Patente der mächtigen Western Union Telegrafengesellschaft – Elisha Grays Arbeitgebern – für 100.000 $ zum Kauf anboten. Die Western Union lehnte ab, was sich als schwere Fehlentscheidung herausstellen sollte.
Dennoch sahen Amerikas Telegraphengesellschaften voraus, dass Bells Telefon eine Bedrohung für ihr Geschäft darstellte, und versuchten, dem gegenzusteuern. Die Western Union Company ließ Thomas Alva Edison ein eigenes Telefon mit anderer Technik entwickeln. Bell verklagte daraufhin Western Union wegen der Verletzung seiner Patentrechte. Diese berief sich darauf, dass eigentlich Elisha Gray das Telefon erfunden habe, verlor jedoch diesen und zahlreiche weitere Prozesse.
Auch Emil Berliner hatte Ärger mit dem Patentamt und Thomas Edison, für dessen Phonographen er ganz neue Vorstellungen eingereicht hatte. Berliner hatte auch ein Mikrofon entwickelt, das er 1877 für 50.000 Dollar an die „Bell Telephone Company“ verkaufte. Er zog nach Boston und arbeitete für Bell Telephone bis 1883.
Im März 1879 fusionierte die Bell Telephone Company mit der New England Telephone Company zur National Bell Telephone Company, deren Präsident William H. Forbes, Schwiegersohn von Ralph Waldo Emerson, wurde. Im April 1880 erfolgte eine weitere Fusion mit der American Speaking Telephone Company zur American Bell Telephone Company.
1885 wurde die American Telephone and Telegraph Company (AT&T) in New York als Tochterunternehmen von Graham Bell gegründet, um die Fernverbindungslinien quer durch die USA für das Bell’sche System zu erobern. Theodore Vail wurde der erste Präsident der Gesellschaft.
1889 wurden sämtliche Geschäftsaktivitäten der American Bell Telephone Company zur American Telephone and Telegraph Company transferiert, da Gesetze in Massachusetts das aggressive Wachstum verhindert hätten. Diese markiert den Anfang der heutigen Gesellschaft AT&T.
1925 wurden die Bell Telephone Laboratories aufgebaut, um die Forschungslaboratorien der AT&T und der Western Electric Company zusammenzufassen.

### Weitere Erfindungen
Für seine Erfindung verlieh Frankreich Bell 1880 den Volta-Preis im Wert von 50.000 Franc. Mit diesem Geld gründete er das Volta Laboratory in Washington D.C., wo er im gleichen Jahr mit seinem Assistenten, Charles Sumner Tainter, und seinem Cousin Chichester Alexander Bell das Photophon entwickelte, welches Licht als Mittel der Projektion der Informationen verwendete, während das Telefon auf Strom angewiesen war. Im Jahr 1881 konnten sie erfolgreich eine Nachricht über das Photophon 200 Meter von einem Gebäude zum anderen versenden. Bell sah das Photophon als „die größte Erfindung, die ich je gemacht habe“.
Im Jahr 1886 erfanden Bell und seine Mitarbeiter im Volta Laboratory die erste Phonographenwalze, die Schallwellen auf Wachs aufzeichnen konnte. Diese Neuerung ging einher mit der Weiterentwicklung des von Thomas Alva Edison erfundenen Phonographen, hin zum Graphophon. Im gleichen Zeitraum experimentierten die drei Mitglieder der Volta Laboratory Association mit einer flachen Wachsscheibe in senkrechter Position und nahmen somit die Idee einer Schallplatte vorweg. Die dabei verwendete Funktionsweise ähnelte der später vom Emil Berliner bei seinem Grammophon zum Tragen kommende horizontale Anordnung der verwendeten Tonträger. Nach Gründung der Volta Graphophone Company, deren Aufgabe darin bestand, die Patente der Mitglieder der Volta Laboratory Association zu vermarkten, erfolgte die Veräußerung dieser an die American Graphophone Company mittels Verschmelzung beider Unternehmen.
Daneben betrieb Bell eine Vielzahl anderer wissenschaftlicher Experimente, unter anderem zu Drachen mit tetraedrischen Strukturen, Mehrlingsgeburten in der Schafzucht sowie Entsalzung von Meerwasser. Das Attentat auf Präsident Garfield 1881 brachte Bell auf die Idee einer Induktionswaage zur Lokalisierung von Metallgegenständen im menschlichen Körper. 1881 starb Bells neugeborener Sohn Edward an einer Erkrankung der Atemwege. Bell reagierte auf diese Tragödie durch die Erfindung einer Metall-Vakuum-Jacke, die das Atmen erleichtern sollte. Dieser Apparat war ein Vorläufer der Eisernen Lunge, die in den 1950er Jahren Anwendung fand. Immer wieder beschäftigte er sich auch mit der Taubheit und entwickelte das Audiometer zum Messen der Gehörleistung.
In seiner Jugend inspiriert in Edinburgh von dem von Charles Wheatstone nachgebauten Sprechapparat des Ungarn Wolfgang von Kempelen, baute Bell mit Hilfe seines Bruders einen eigenen Sprechapparat, wobei er mit Guttapercha den Vokaltrakt im Abguss eines menschenlichen Schädels modellierte.
1907 – vier Jahre nach dem ersten Flug der Brüder Wright in Kitty Hawk – gründete Bell mit Glenn Curtiss, William „Casey“ Baldwin, Thomas Selfridge, und J.A.D. McCurdy die Aerial Experiment Association zum Bau von Flugzeugen. Bis 1909 bauten sie vier Prototypen, deren erfolgreichster, „Silver Dart“, am 23. Februar in Kanada der erste Flug gelang. Er wurde von einem zugefrorenen See in Baddeck, Nova Scotia, gestartet, wo Bell ein Haus besaß.
Bell beschäftigte sich auch intensiv mit der Konstruktion von Tragflügelbooten. Mit seinem Geschäftspartner und Freund Casey Baldwin baute er das Boot Hydrodrome IV, das 1919 mit 70,86 Meilen pro Stunde (114,04 km/h) einen absoluten Geschwindigkeitsweltrekord auf dem Wasser erzielte.
Bis zu seinem Tode 1922 beschäftigte sich Bell vor allem mit weiteren Entwicklungen und Erfindungen auf zahlreichen technischen Gebieten sowie mit eugenischen Untersuchungen zur Taubheit.

### Eugenik
Bell erforschte zwischen 1882 und 1892 das gehäufte Auftreten von Gehörlosigkeit auf der Insel Martha’s Vineyard nahe Boston und vermutete zu Recht Vererbung als Ursache. Die genauen Zusammenhänge konnte er jedoch nicht erklären; ihn irritierte, dass nicht jedes Kind von Eltern mit entsprechenden Erbanlagen gehörlos wurde. Ihm fehlte die Kenntnis der Mendelschen Gesetze, die Gregor Mendel schon 1865 formuliert hatte, die aber bis zum Jahr 1900 der Öffentlichkeit weitgehend unbekannt blieben. Dennoch empfahl Bell in der Monographie Memoir upon the Formation of a Deaf Variety of the Human Race ein Eheverbot unter Tauben, warnte vor Internaten an den Gehörlosen-Schulen als möglichen „Brutstätten“ einer „tauben Menschenrasse“ und empfahl die eugenische Kontrolle von US-Immigranten. Spätere Arbeiten von „Rassenhygienikern“ stützten sich bis weit in das 20. Jahrhundert ungeprüft auf Bells Angaben. Als Folge wurden zahlreiche gehörlose Menschen ohne ihr Wissen und Einverständnis sterilisiert. Dabei soll Bell durchaus die methodischen Schwächen seiner Untersuchungen gekannt haben.
1921 war Bell Ehrenpräsident des zweiten internationalen Eugenikkongresses unter der Schirmherrschaft des American Museum of Natural History in New York. Er arbeitete mit diesen Organisationen mit dem Ziel zusammen, Gesetze zur Verhinderung der Ausweitung von „defekten Rassen“ einzuführen.
George Veditz, Präsident der National Association of the Deaf, nannte Bell 1907 „den Feind, den die tauben Amerikaner am meisten zu fürchten haben“. Bell haftet damit der Ruf an, die Entwicklung der Gemeinschaft der gehörlosen Menschen und der Gebärdensprache massiv behindert zu haben, mit Auswirkungen, die noch heute in vielen Ländern spürbar sind.

## Auszeichnungen und Ehrungen
- 1877 wurde er in die American Academy of Arts and Sciences gewählt.
- 1882 wurde er gewähltes Mitglied der American Philosophical Society.[29]
- 1883 wurde Bell Mitglied der National Academy of Sciences.
- 1887 wurde er zum Mitglied der Gelehrtenakademie Leopoldina gewählt.[30]
- 1914 erhielt er für sein Lebenswerk die AIEE Edison Medal.
- Als Bell 1922 starb, ruhte zu seinem Gedenken in den Vereinigten Staaten für eine Minute der gesamte Telefonverkehr.
- 1931 wurde zu Ehren Bells die dimensionslose Maßeinheit (Pseudomaß) für logarithmische Verhältniswerte, mit dem elektrische Spannungen, Leistungen und auch Schallpegel gemessen werden, mit Bel benannt; bekannt ist vor allem die abgeleitete Maßeinheit Dezibel.
- 1965 wurde Bell in die National Aviation Hall of Fame aufgenommen.
- 1970 wurde der Mondkrater Bell nach ihm benannt.[31]
- 1977 erklärte ihn die kanadische Bundesregierung zu einer „Person von nationaler historischer Bedeutung“.[32]
- 2008 zu seinem 161. Geburtstag am 3. März wurde ihm ein Google Doodle gewidmet.[33]
- Im arktischen Archipel Franz-Josef-Land sind die Graham-Bell-Insel und die dortige ehemalige sowjetische Luftwaffenbasis „Greem-Bell“ nach Alexander Graham Bell benannt. Die Insel wurde 1899 von Evelyn Baldwin entdeckt und vom Expeditionsleiter Walter Wellman benannt.[34]
- Ihm zu Ehren ist die IEEE Alexander Graham Bell Medal benannt, die höchste Auszeichnung der IEEE für Telekommunikation.

## Verschiedenes
- 1897 wurde Bell nach dem Tod von Gardiner Greene Hubbard zum zweiten Präsidenten der National Geographic Society gewählt.
- 1939 wurde Bell in der Hollywood-Filmbiografie Liebe und Leben des Telefonbauers A. Bell (The Story of Alexander Graham Bell) unter der Regie von Irving Cummings von Don Ameche gespielt.
- 1971 veröffentlichte die britische Glam-Rock-Gruppe The Sweet den Titel Alexander Graham Bell, der in Deutschland Platz 24 in der Hitparade erreichte. The Sweet erhielten dafür eine goldene Schallplatte.
- Bell war Mitbegründer der internationalen Fachzeitschrift „Science“.

## Schriften
- Memoir upon the formation of a deaf variety of the human race. New Haven, CT: National Academy of Sciences. 1883. („Anmerkungen zur Formierung einer tauben Variation der menschlichen Rasse“)
- Utility of signs, 1894. („Nützlichkeit von Gebärden“)
- The question of sign language, 1898. („Die Frage der Gebärdensprache“)
- Marriage of the deaf, 1917. („Heiraten unter Tauben“)
- Veröffentlichungen von Alexander Graham Bell

## Filme
- Thomas Ammann: Meilensteine der frühen Kommunikation. DVD. Drehbuch: Susanne Päch. Kamera: Johannes Kirchlechner. Reihe: P.M. Wissensedition. Meilensteine 3, o. J. (2007), 60 Min[35]